# Битка код Севастополиса
Битка код Севастополиса одиграла се 692. године између Византијског царства са једне и Омејадског калифата са друге стране. Битка је део Византијско-арапских ратова, а завршена је победом муслимана.

## Битка
Византијску војску предводио је Леонтије, а муслиманску Мухамед ибн Мерван. За Севастополис, место где се битка одиграла, историчари верују да би могао бити у Киликији или северној Турској. У Византијској војсци учествовало је око 30.000 Словена. Арапи су однели победу због тога што је 20.000 Словена на челу са вођом Небулоусом пребегло на арапску страну усред борбе. Разбеснели цар Јустинијан II је, према наводима древних хроничара, због тога наредио да се побије целокупно словенско становништво у Малој Азији. Модерни историчари су према тим наводима скептични.